# 리 윌코프

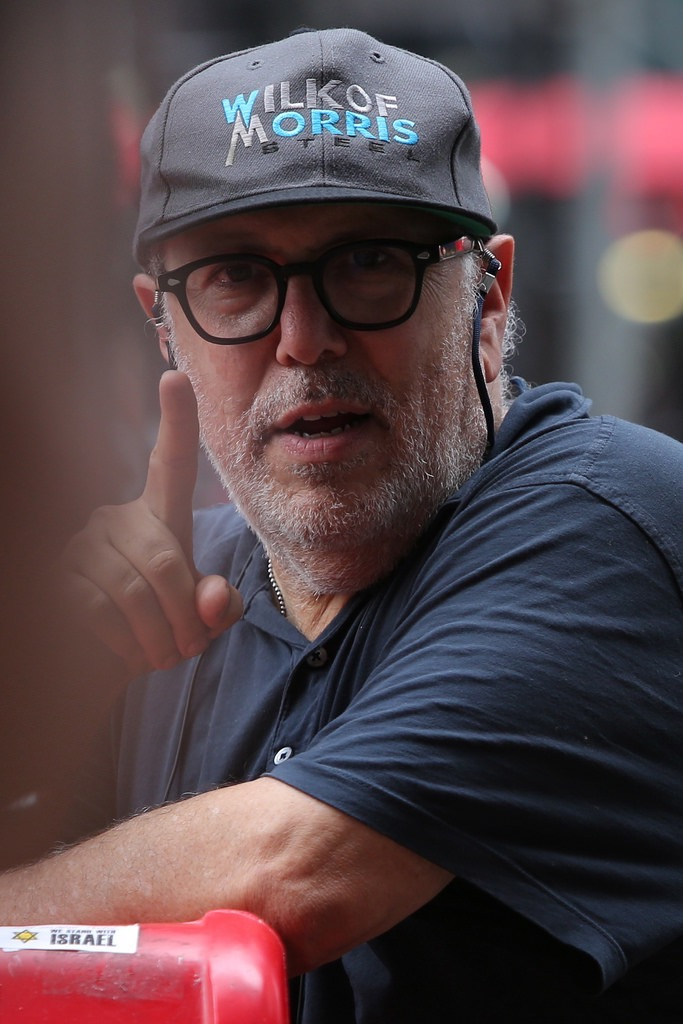

리 윌코프(Lee Wilkof, 1951년 6월 25일 ~ )는 미국의 텔레비전 배우, 영화배우, 배우, 연극 배우이다.
캔턴에서 태어났다.

## 방송
- 앨리 맥빌
- 맥스 헤드룸
- 부부 탐정

## 영화
- 노 페이, 누디티 (2016년)
- 루트 30, 쓰리! (2014년)
- 루트 30, 투! (2012년)
- 다크호스 (2011년) - 필 역
- 키 맨 (2011년) - 잭키 역
- 옐로우브릭로드 (2010년)
- 어사일럼 씨커 (2009년) - 폴 역
- 리프 오브 그래스 (2009년)
- 애프터스쿨 (2008년)
- 루트 30 (2007년)
- 러브 컴스 레이틀리 (2007년)
- 악마가 너의 죽음을 알기 전에 (2007년) - 제이크 역
- 모하비 폰 부스 (2006년)
- 트랙 (2005년)
- 가공의 영웅 (2004년)
- 스쿨 오브 락 (2003년) - 미스터 그린 역
- 그레이 존 (2001년)
- 언터쳐블 가이 (1997년)
- 애딕티드 러브 (1997년) - 칼 역
- 미스터 커티 (1996년)
- 디스 보이스 라이프 (1993년)
- 리틀 빅 히어로 (1992년)
- 내전 (1991년)
- 법과 질서 (1990년)
- 나를 두번 죽여라 (1989년)
- 고독한 투쟁 (1989년)
- 천재 소년 두기 (1989년)
- 디 아메리칸 익스피어리언스 (1988년)
- 컴퓨터 인간 맥스 (1987년)
- 심령의 공포 (1981년)
- 나일강의 기적 (1980년)